# SCIENCE FICTION (專輯)
《SCIENCE FICTION》是日裔美籍創作歌手宇多田光的首張精選輯，於2024年4月10日發行。

## 單曲
〈Gold ～直到重逢之日～〉於2023年7月28日作為專輯首支單曲於數碼平台發行，並作為同日上映的電影《王者天下3：命運之炎》主題曲。歌曲發行後分別登上日本《告示牌》百大單曲榜第10位，以及Oricon單曲合算排行榜第35位。歌曲的音樂影片由導演山田智和執導拍攝，並以夜晚的日本街頭作為背景。
〈沒有顏色的花〉於2024年2月12日作為專輯第二支單曲於數碼平台發行，並作為同年1月8日起播映的富士電視台週一晚間九點連續劇《因為你把心給了我》的主題曲。歌曲發行後分別登上日本《告示牌》百大單曲榜第4位，以及Oricon單曲合算排行榜第20位。歌曲的音樂影片與前作一樣繼續由山田執導拍攝，展現出宇多田在結冰的湖面獨舞姿態。
〈Somewhere Near Marseilles ー馬賽的附近ー（Sci-Fi Edit）〉於2024年4月3日作為專輯第三支單曲於數碼平台發行，原曲為曾獲收錄Pitchfork、《偏锋杂志》，以及《The Fader》等海外媒體年終列表的作品。歌曲的音樂影片採用原版現場影片的剪輯版。

### 宣傳單曲
〈Automatic（2024年混音版）〉於2024年3月22日作為專輯首支宣傳單曲於數碼平台發行，並使歌曲相隔25年再次登上日本全國電台榜冠軍。〈Simple And Clean（重錄版）〉於2024年5月22日作為專輯第二支宣傳單曲於數碼平台發行，為收錄在《SCIENCE FICTION》的〈光（重錄版）〉英語版，也是電子遊戲系列《王國之心》的Steam版主題曲。

## 宣傳活動

### 媒體演出
宇多田在《SCIENCE FICTION》發行期間登上多個日本電視節目宣傳歌曲。2024年4月8日，她登上TBS電視台的《CDTV LIVE! LIVE!》演唱〈First Love〉，為她相隔24年以來再次在電視節目上演唱該曲。她亦登上日本電視台於4月13日播映的音樂節目《with MUSIC》常規播映首集，分別獨唱〈One Last Kiss〉以及與椎名林檎合唱〈只有兩小時的假期〉。在日本廣播協會於4月18日播映的《NHK MUSIC SPECIAL》上，她演唱了〈traveling（重錄版）〉、〈光（重錄版）〉，以及〈Electricity〉。
她亦重啟相隔六年廣播的電台特輯「宇多田光的TRÈS BIEN! BOHEMIAN! SPECIAL 2024」，於4月10日至4月15日間在日本五個電台輪流廣播，並於4月13日在Spotify提供節目的無剪輯版。6月24日起，Spotify公開三集「ArtistCHRONICLE」音訊紀錄片，邀請井上陽水、小森雅仁，以及三宅彰等總共13位名人與相關人士對宇多田的評論及意見，而10月8日公開的第四集則邀來宇多田本人參與。

### 官方活動
2024年3月14日起，官方展開《SCIENCE FICTION》的發行倒數活動，包括在YouTube官方頻道以首映形式公開從〈Automatic〉至〈櫻花紛飛〉等總共22首歌曲的音樂影片，所有影片均由導演竹石涉提升畫質至4K解析度。官方亦於3月14日起在社交平台上公開由歌曲的相關音樂影片、封面照與訪問素材組成的數碼獨立誌，並抽出100位以特定標籤發表感想的歌迷贈送專輯主題水瓶。4月10日、4月13日與4月14日，官方分別於Stationhead、YouTube，以及AWA舉行三場精選輯的線上聆聽派對。官方亦於4月10日起於東京都原宿開設為期四天的快閃店，內容包括提供空間音效聆聽、宇多田的服裝展覽，以及攝影空間。

### 巡迴演唱會
2023年12月9日，官方在公布精選輯發行消息同時公開舉辦相隔約六年的巡迴演唱會「SCIENCE FICTION TOUR 2024」。2024年1月15日，官方公開演唱會「HIKARU UTADA SCIENCE FICTION TOUR 2024」的日本14場場次日期與舉行地點。2月26日，官方宣佈演唱會的台北及香港場次，為宇多田首次在當地舉行個人演唱會。演唱會於7月13日在福岡縣展開，並於9月1日在神奈川縣結束，包括台北與香港在內的18場場次總共吸引25.8萬名觀眾進場。演唱會獲得評論家正面的評價，包括讚賞融入了精選輯本身的科幻小說元素，以及準備了有別於精選輯曲目的精選演唱歌單。
演唱會的最終場完整影像於2024年11月10日率先在U-NEXT上線。演唱會其後在12月11日以藍光影碟形式發行，內容包括演唱會及幕後花絮影像，而限定版則附贈收錄演唱會音源的CD以及40首音樂影片的藍光影碟。商品發行首週以2.5萬張銷量空降Oricon公信榜的綜合藍光影碟榜及音樂藍光影碟榜第2位。演唱會的音源亦於藍光影碟發行同日作為現場專輯上架數碼平台，並空降日本《告示牌》的熱門專輯榜第42位。

## 專業評價
《SCIENCE FICTION》發行後獲得音樂評論家的正面評價。Apple Music的編輯讚賞精選輯充分展現出宇多田在節奏藍調、流行抒情與電子音樂三個領域均有著精湛的駕馭能力。他亦認為精選輯不只呈現宇多田的個人音樂史，更展示出日本樂壇在她影響下的風潮變化。《Rockin' On》的杉浦美惠讚賞精選輯收錄多首混音與重錄曲的做法，使它比起精選輯更像是一張新專輯，並認為它展示出宇多田到達的美麗境地。
《淘兒唱片》的大原香織讚賞這是一張沒有25年資歷做不出來的專輯，不僅表達出對於支持自己25年歌手生涯的歌迷謝意，更是凸顯出她創造力不斷進步的藝術性。她亦認為對於想要深入研究宇多田歌曲的新聽眾來說，這是一張最適合不過的入門作。日本《告示牌》的Tsuyachan讚賞《SCIENCE FICTION》不僅是收錄過往歌曲的合集，而是清晰反映當前自我的作品合集，是充滿宇多田光風格，新鮮而雄心勃勃的新作。

## 商業成績
在日本，《SCIENCE FICTION》發行首日即售出超過10萬張實體唱片，其後以超過17.2萬張首週銷量登上Oricon公信榜第1位。專輯亦空降Oricon的專輯下載榜及專輯綜合榜1位，同時佔據Oricon三個專輯榜單冠軍。在日本《告示牌》，專輯亦同時空降熱門專輯榜、專輯銷售榜，以及專輯下載榜冠軍。
《SCIENCE FICTION》於次週再以4.7萬張實體銷量登上Oricon公信榜第3位，兩週銷量合計突破20萬張。專輯其後於第三週再次登上Oricon公信榜冠軍，而在專輯下載榜則連續五週獲得冠軍，創下女性個人歌手的最長紀錄。專輯其後全數打進Oricon三個專輯榜單的前10位，並打進日本《告示牌》的熱門專輯榜及專輯下載榜前10位。截至2024年底，專輯於日本的實體及數位合計銷量已經超過35萬張。
在其他地區，《SCIENCE FICTION》發行後打進台灣、香港與澳門等5個日本以外國家及地區的iTunes總榜冠軍，並打進美國、英國、德國、加拿大與澳洲等17個國家及地區iTunes的J-Pop分榜冠軍。

## 歌曲列表
| 《SCIENCE FICTION》 – 光碟1 | 《SCIENCE FICTION》 – 光碟1        | 《SCIENCE FICTION》 – 光碟1     | 《SCIENCE FICTION》 – 光碟1              | 《SCIENCE FICTION》 – 光碟1 |
| 曲序                        | 曲目                               | 製作人                          | 原收錄專輯                               | 时长                        |
| --------------------------- | ---------------------------------- | ------------------------------- | ---------------------------------------- | --------------------------- |
| 1.                          | Addicted To You[a]                 | 宇多田光 A·G·庫克               | 《Distance》                             | 4:28                        |
| 2.                          | First Love[b]                      | 三宅彰 宇多田Sking照實          | 《First Love》                           | 4:22                        |
| 3.                          | 將花束獻給你                       | 宇多田光                        | 《Fantôme》                              | 4:39                        |
| 4.                          | One Last Kiss                      | 宇多田光 A·G·庫克               | 《One Last Kiss》                        | 4:11                        |
| 5.                          | SAKURA Drops[b]                    | 三宅彰 宇多田光 宇多田Sking照實 | 《DEEP RIVER》                           | 4:49                        |
| 6.                          | 你                                 | 宇多田光                        | 《初戀》                                 | 4:38                        |
| 7.                          | Can You Keep A Secret?[b]          | 三宅彰 宇多田Sking照實          | 《Distance》                             | 4:44                        |
| 8.                          | 道路                               | 宇多田光                        | 《Fantôme》                              | 3:38                        |
| 9.                          | Prisoner Of Love[b]                | 三宅彰 宇多田光 宇多田Sking照實 | 《HEART STATION》                        | 4:46                        |
| 10.                         | 光[a]                              | 宇多田光 A·G·庫克               | 《DEEP RIVER》                           | 4:36                        |
| 11.                         | Flavor Of Life -Ballad Version-[b] | 宇多田光 三宅彰 宇多田Sking照實 | 《HEART STATION》                        | 5:28                        |
| 12.                         | Goodbye Happiness[b]               | 三宅彰 宇多田光 宇多田Sking照實 | 《Utada Hikaru SINGLE COLLECTION VOL.2》 | 5:04                        |
| 总时长：                    | 总时长：                           | 总时长：                        | 总时长：                                 | 58:29                       |

| 《SCIENCE FICTION》 – 光碟2 | 《SCIENCE FICTION》 – 光碟2                                                        | 《SCIENCE FICTION》 – 光碟2            | 《SCIENCE FICTION》 – 光碟2 | 《SCIENCE FICTION》 – 光碟2 |
| 曲序                        | 曲目                                                                               | 製作人                                 | 原收錄專輯                  | 时长                        |
| --------------------------- | ---------------------------------------------------------------------------------- | -------------------------------------- | --------------------------- | --------------------------- |
| 1.                          | traveling[a]                                                                       | ☆Taku Takahashi （ 日语 ： ☆Taku Takahashi） 宇多田光 | 《DEEP RIVER》              | 5:08                        |
| 2.                          | Beautiful World[b]                                                                 | 三宅彰 宇多田光 宇多田Sking照實        | 《HEART STATION》           | 4:43                        |
| 3.                          | Automatic[b]                                                                       | 三宅彰 宇多田Sking照實                 | 《First Love》              | 4:55                        |
| 4.                          | 為你著迷                                                                           | 宇多田光 A·G·庫克                      | 《BAD MODE》                | 4:18                        |
| 5.                          | 沒有顏色的花                                                                       | 宇多田光 A·G·庫克                      | 首次收錄                    | 4:04                        |
| 6.                          | 初戀                                                                               | 宇多田光                               | 《初戀》                    | 4:42                        |
| 7.                          | Time                                                                               | 宇多田光 小袋成彬                      | 《BAD MODE》                | 5:00                        |
| 8.                          | Letters[b]                                                                         | 三宅彰 宇多田光 宇多田Sking照實        | 《DEEP RIVER》              | 4:37                        |
| 9.                          | BAD MODE（宇多田光與喬迪·米利納創作）                                              | 宇多田光 森·謝帕德 （ 英语 ： Floating Points）       | 《BAD MODE》                | 5:04                        |
| 10.                         | COLORS[b]                                                                          | 三宅彰 宇多田光 宇多田Sking照實        | 《ULTRA BLUE》              | 4:02                        |
| 11.                         | 只有兩小時的假期（椎名林檎客串）                                                   | 宇多田光                               | 《Fantôme》                 | 4:44                        |
| 12.                         | Gold ～直到重逢之日～                                                              | 宇多田光 A·G·庫克                      | 首次收錄                    | 4:16                        |
| 13.                         | Electricity                                                                        | 宇多田光 森·謝帕德                     | 新曲                        | 4:21                        |
| 14.                         | Somewhere Near Marseilles ー馬賽的附近ー（Sci-Fi Edit）（宇多田光與森·謝帕德創作） | 森·謝帕德 宇多田光                     | 《BAD MODE》                | 4:11                        |
| 总时长：                    | 总时长：                                                                           | 总时长：                               | 总时长：                    | 60:59                       |

備註
- ^a 代表重新錄製
- ^b 代表2024年混音版（除〈First Love〉為2022年混音版）

## 榜單排名
| 週榜單（2024年）             | 最高 位置 |
| ---------------------------- | --------- |
| 日本（《告示牌》熱門專輯榜） | 1         |
| 日本（《告示牌》專輯銷售榜） | 1         |
| 日本（《告示牌》專輯下載榜） | 1         |
| 日本（Oricon專輯榜）         | 1         |
| 日本（Oricon專輯下載榜）     | 1         |
| 日本（Oricon專輯綜合榜）     | 1         |

| 月榜單（2024年）     | 最高 位置 |
| -------------------- | --------- |
| 日本（Oricon專輯榜） | 2         |

| 年榜單（2024年）             | 位置 |
| ---------------------------- | ---- |
| 日本（《告示牌》熱門專輯榜） | 9    |
| 日本（《告示牌》專輯銷售榜） | 13   |
| 日本（《告示牌》專輯下載榜） | 2    |
| 日本（Oricon專輯榜）         | 10   |
| 日本（Oricon專輯下載榜）     | 2    |
| 日本（Oricon專輯綜合榜）     | 7    |

## 認證與銷量
| 地區                 | 认证 | 认证单位/销量        |
| -------------------- | ---- | -------------------- |
| 日本（日本唱片協會） | 白金 | 319,190（實體）      |
| 日本                 | —    | 37,372（數位）       |
| 總計                 |      |                      |
| 日本                 | —    | 356,562（實體+數位） |

## 發行歷史
| 地區 | 日期          | 形式              | 廠牌      | 來源   |
| ---- | ------------- | ----------------- | --------- | ------ |
| 多國 | 2024年4月10日 | 線上下載 串流媒體 | 史詩 環球 | [ 52 ] |
| 日本 | 2024年4月10日 | CD                | 史詩      | [ 53 ] |
| 台灣 | 2024年5月10日 | CD                | 台灣索尼  | [ 54 ] |
| 日本 | 2024年6月26日 | 黑膠唱片          | 環球      | [ 55 ] |

## 資料來源
1. ↑  . Musicman. 2023-06-02  [2023-06-15]. （原始内容存档于2023-06-03） （日语）.
2. ↑  . Billboard JAPAN. 2023-08-09  [2023-08-10]. （原始内容存档于2023-08-10） （日语）.
3. ↑  . Oricon: 4. 2023-08-09  [2023-08-10]. （原始内容存档于2023-08-11） （日语）.
4. ↑  . 文春オンライン. 2024-03-28  [2024-04-10]. （原始内容存档于2024-03-24） （日语）.
5. ↑  . Spincoaster. 2023-08-11  [2024-04-10]. （原始内容存档于2023-09-22） （日语）.
6. ↑  . Rockin' On. 2024-01-11  [2024-06-15]. （原始内容存档于2025-01-26） （日语）.
7. ↑  . Billboard JAPAN. 2024-02-21  [2024-03-10]. （原始内容存档于2024-06-05） （日语）.
8. ↑  . Oricon: 2. 2024-02-21  [2024-03-10]. （原始内容存档于2024-02-22） （日语）.
9. ↑  . Billboard JAPAN. 2024-02-12  [2024-03-12]. （原始内容存档于2024-03-05） （日语）.
10. 1 2  . Hikaru Utada Official Website. 2024-04-03  [2024-04-09]. （原始内容存档于2024-04-09） （日语）.
11. ↑  . Fashion Press. 2024-03-22  [2024-04-12]. （原始内容存档于2025-01-26） （日语）.
12. 1 2 3  . The First Times. 2024-04-11  [2024-07-03]. （原始内容存档于2025-01-26） （日语）.
13. ↑  . Ototoy. 2024-05-22  [2024-05-12]. （原始内容存档于2024-09-27） （日语）.
14. ↑  . 東方日報. 2024-04-09  [2024-07-03]. （原始内容存档于2025-01-26） （中文（香港））.
15. ↑  . . 2024-04-07  [2024-07-05]. （原始内容存档于2024-04-07） （日语）.
16. ↑  . クランクイン. 2024-04-09  [2024-07-05]. （原始内容存档于2025-01-26） （日语）.
17. ↑  . Real Sound. 2024-02-19  [2024-07-05]. （原始内容存档于2025-01-26） （日语）.
18. ↑  . Spice. 2024-10-08  [2024-11-05]. （原始内容存档于2024-11-13） （日语）.
19. ↑  . . 2024-03-15  [2024-08-05]. （原始内容存档于2024-04-09） （日语）.
20. ↑  . Billboard JAPAN. 2024-03-14  [2024-08-05]. （原始内容存档于2025-01-26） （日语）.
21. 1 2  . Barks. 2024-04-03  [2024-08-05] （日语）.
22. ↑  . がルポ!. 2023-12-14  [2024-11-05]. （原始内容存档于2025-01-26） （日语）.
23. ↑  . Oricon. 2024-01-15  [2024-11-05]. （原始内容存档于2024-10-01） （日语）.
24. ↑  . Billboard JAPAN. 2024-02-26  [2024-11-05]. （原始内容存档于2025-01-26） （日语）.
25. 1 2  , . . Billboard JAPAN. 2024-09-05  [2024-11-05]. （原始内容存档于2024-09-05） （日语）.
26. ↑  . . 2024-09-03  [2024-11-05]. （原始内容存档于2024-11-24） （日语）.
27. ↑  . PR Times. 2024-10-31  [2024-11-05] （日语）.
28. ↑  . タワーレコード. 2024-09-03  [2024-11-05]. （原始内容存档于2025-01-26） （日语）.
29. ↑  . Oricon. 2024-12-17  [2024-12-21]. （原始内容存档于2024-12-20） （日语）.
30. ↑  . Oricon. 2024-12-17  [2024-12-21]. （原始内容存档于2024-12-22） （日语）.
31. ↑  . Billboard JAPAN. 2024-12-18  [2024-05-11]. （原始内容存档于2025-01-26） （日语）.
32. 1 2  . Apple Music (Taiwan). 台灣. 2024-04-10  [2024-05-28]. （原始内容存档于2025-01-26） （中文（臺灣））.
33. ↑  , . . Rockin' On. 2024-04-10  [2024-11-05]. （原始内容存档于2024-09-06） （日语）.
34. 1 2  , かおり}. . タワーレコード. 2024-04-10  [2024-11-05] （日语）.
35. ↑  つやちゃん. . Billboard JAPAN. 2024-04-10  [2024-11-05]. （原始内容存档于2024-09-10） （日语）.
36. 1 2 3 4 5  . Oricon. 2024-04-18  [2024-05-20]. （原始内容存档于2024-06-29） （日语）.
37. ↑  . Billboard JAPAN. 2024-04-17  [2024-07-03]. （原始内容存档于2025-01-26） （日语）.
38. ↑  . Oricon. 2024-04-24  [2024-07-11]. （原始内容存档于2024-04-24） （日语）.
39. ↑  . Oricon. 2024-05-02  [2024-05-20]. （原始内容存档于2025-01-16） （日语）.
40. ↑  . Oricon. 2024-05-15  [2024-05-20]. （原始内容存档于2025-01-08） （日语）.
41. 1 2 3 4  . Oricon: 3. 2024-12-20  [2024-12-21]. （原始内容存档于2024-12-19） （日语）.
42. 1 2 3 4  . Oricon: 5. 2024-12-20  [2024-12-21]. （原始内容存档于2024-12-20） （日语）.
43. 1 2  . Oricon: 8. 2024-12-20  [2024-12-21]. （原始内容存档于2025-02-10） （日语）.
44. 1 2  . Billboard JAPAN. 2024-12-06  [2024-12-21]. （原始内容存档于2024-12-12） （日语）.
45. 1 2  . Billboard JAPAN. 2024-12-06  [2024-12-21]. （原始内容存档于2024-12-19） （日语）.
46. ↑  . Billboard JAPAN. 2024-04-17  [2024-05-11]. （原始内容存档于2024-04-17） （日语）.
47. ↑  . Billboard JAPAN. 2024-04-17  [2024-05-11]. （原始内容存档于2025-01-26） （日语）.
48. ↑  . Billboard JAPAN. 2024-04-17  [2024-05-11]. （原始内容存档于2025-01-28） （日语）.
49. ↑  . Oricon.   [2024-05-23]. （原始内容存档于2024-05-08） （日语）.
50. ↑  . Billboard JAPAN. 2024-12-06  [2024-12-21]. （原始内容存档于2024-12-19） （日语）.
51. ↑  . Recording Industry Association of Japan.   [2022-05-10] （日语）. 在下拉菜单选择“2024年4月”
52. ↑  《SCIENCE FICTION》的多國發行日期:
  - . Apple Music (Australia). 澳洲. 2024-04-10  [2024-05-28]. （原始内容存档于2025-01-26） （英语）.
  - . Apple Music (New Zeland). 紐西蘭. 2024-04-10  [2024-05-28]. （原始内容存档于2025-01-26） （英语）.
  - . Apple Music (United States). 美國. 2024-04-10  [2024-05-28]. （原始内容存档于2025-01-29） （英语）.
  - . Apple Music (Canada). 加拿大. 2024-04-10  [2024-05-28]. （原始内容存档于2024-06-29） （英语）.
  - . Apple Music (Japan). 日本. 2024-04-10  [2024-05-28]. （原始内容存档于2025-02-06） （jp）.
  - . Apple Music (Hong Kong). 香港. 2024-04-10  [2024-05-28]. （原始内容存档于2025-01-26） （中文（香港））.
53. ↑  . Hikaru Utada Official Website. 2024-01-15  [2024-04-17]. （原始内容存档于2024-05-22） （日语）.
54. ↑  . 台灣索尼音樂娛樂股份有限公司.   [2024-05-18]. （原始内容存档于2025-01-26） （中文（臺灣））.
55. ↑  . Hikaru Utada Official Website. 2024-04-17  [2024-04-17]. （原始内容存档于2024-09-17） （日语）.